# NGC 2532
NGC 2532 je galaksija u zviježđu Risu.

## Vanjske poveznice
- SEDS: NGC 2532